# Виборчий округ 128
Виборчий округ 128 — виборчий округ в Миколаївській області. В сучасному вигляді був утворений 28 квітня 2012 постановою ЦВК №82 (до цього моменту існувала інша система виборчих округів). Окружна виборча комісія цього округу розташовується в приміщенні адміністрації Інгульського району Миколаївської міської ради за адресою м. Миколаїв, просп. Богоявленський, 1.
До складу округу входять Інгульський і Корабельний райони міста Миколаїв. Виборчий округ 128 межує з округом 127 на заході та з округом 129 з усіх інших сторін. Виборчий округ №128 складається з виборчих дільниць під номерами 480781-480801, 480804-480844 та 480846-480872.

## Народні депутати від округу
| Ім'я                       | Фото | Партія          | Скликання | Дата набуття повноважень | Дата припинення повноважень |
| -------------------------- | ---- | --------------- | --------- | ------------------------ | --------------------------- |
| Ільюк Артем Олександрович  |      | Партія регіонів | 7-ме      | 12 грудня 2012           | 27 листопада 2014           |
| Ільюк Артем Олександрович  |      | самовисуванець  | 8-ме      | 27 листопада 2014        | 29 серпня 2019              |
| Гайду Олександр Васильович |      | Слуга народу    | 9-те      | 29 серпня 2019           |                             |

## Результати виборів

### Парламентські

#### 2019
Кандидати-мажоритарники:
- Гайду Олександр Васильович (Слуга народу)
- Ільюк Артем Олександрович (самовисування)
- Дворник Анатолій Анатолійович (Опозиційна платформа — За життя)
- Малярчук Ольга Іллівна (Європейська Солідарність)
- Курченко Жанна Назарівна (Батьківщина)
- Губська Тетяна Миколаївна (Свобода)
- Хачатуров Артем Едуардович (Опозиційний блок)
- Толпекін Андрій Анатолійович (самовисування)
- Крупенко Костянтин Валентинович (Рух нових сил)
- Гукасян Спартак Едуардович (самовисування)
- Северин Андрій Іванович (Патріот)

#### 2014
Кандидати-мажоритарники:
- Ільюк Артем Олександрович (самовисування)
- Опришко Володимир Олексійович (Блок Петра Порошенка)
- Герасимчук Олена Андріївна (Народний фронт)
- Майборода Сергій Федотович (Опозиційний блок)
- Янцен Олександр Юрійович (Радикальна партія)
- Сюрченко Віктор Миколайович (самовисування)
- Кабашна Олена Миколаївна (Батьківщина)
- Головченко Гліб Олександрович (Ліберальна партія України)
- Нікора Веніамін Сергійович (самовисування)

#### 2012
Кандидати-мажоритарники:
- Ільюк Артем Олександрович (Партія регіонів)
- Ісаков Сергій Михайлович (самовисування)
- Мудрак Олег Іванович (Батьківщина)
- Пучков Сергій Євгенійович (Комуністична партія України)
- Макар'ян Давид Борисович (УДАР)
- Паливода Сергій Миколайович (самовисування)
- Виноградський Максим Павлович (Україна — Вперед!)
- Найда Олег Володимирович (самовисування)
- Бондаренко Євгенія Сергіївна (Руський блок)
- Волошин Юрій Миколайович (Україна майбутнього)
- Данилевська Надія Леонідівна (самовисування)
- Іовенко Катерина Вікторівна (самовисування)

## Явка
Явка виборців на окрузі: